# Цировка
Циро́вка (иконопись) - инструмент, применяемый в иконописании и реставрации для нанесения графьи. 
Составные элементы: затупленная игла, вставленная в рукоять (традиционно - деревянный черенок-штылёк).